# Dyscritobaeus armatus
Dyscritobaeus armatus är en stekelart som först beskrevs av Alan Parkhurst Dodd 1926.  Dyscritobaeus armatus ingår i släktet Dyscritobaeus och familjen Scelionidae. Inga underarter finns listade i Catalogue of Life.